# Kobela
Kobela is een plaats in de gemeente Antsla, provincie Võrumaa in het zuidoosten van Estland. De plaats heeft de status van vlek.

## Bevolking
De plaats had 313 inwoners op 31 december 2011 en 353 inwoners op 31 december 2021.

## Ligging
Kobela ligt in een merengebied. Ten noorden van de plaats ligt het meer Vastsekivi järv (of Vahtsõkivi järv, 69,5 ha), ten zuiden de meren Väiku-Boose järv (1,8 ha) en Suur-Boose järv (12,2 ha).

## Geschiedenis
Kobela werd voor het eerst genoemd in 1419 onder de naam Kowol, ook wel Kovele, een nederzetting op het landgoed van Vana-Antsla. De nederzetting verdween in het begin van de 19e eeuw. Omstreeks 1850 stichtte gravin Elisabeth von Bose, de toenmalige eigenares van Vana-Antsla, op die plaats een ‘semi-landgoed’ (Duits: Beigut, Estisch: poolmõis), een landgoed dat deel uitmaakt van een groter landgoed, in dit geval Vana-Antsla. De naam was Bosenhof (Estisch: Boose) en het landgoed specialiseerde zich in de veeteelt.
In de jaren twintig van de 20e eeuw ontstond op het voormalige landgoed een nederzetting Boose. Na de Tweede Wereldoorlog werd Boose het centrale dorp van de kolchoz Linda. Het hoofdkantoor van de kolchoz, ontworpen door de architect Toomas Rein en gebouwd in 1973, dient sinds de liquidatie van de collectieve boerderijen in het begin van de jaren negentig als gemeenschapscentrum, sporthal en bibliotheek.
Tussen 1970 en 1977 heette Vana-Antsla Kobela. In 1977 fuseerde Boose echter met het buurdorp Määrastu en delen van Lusti en Madise. Het nieuwe dorp kreeg de naam Kobela en de status van vlek (Estisch: alevik). Vana-Antsla kreeg zijn oude naam weer terug.